# Velike Rodne
Velike Rodne so naselje v Občini Rogaška Slatina.